# Eyüp Sabri Hayırlıoğlu
Eyüp Sabri ef. Hayırlıoğlu (Antalya, 1887. – Ankara, 8. listopada 1960.), turski teolog, političar i pravnik, četvrti po redu predsjednik Uprave za vjerske poslove Turske. 

## Životopis
Završio je Pravni fakultet u Konyi. U Istanbulu, u koji je otišao s bliskim prijateljem, položio je ispit za docenta u Dârülfünunu. Nakon što je jedno vrijeme radio kao docent, dao je ostavku i vratio se u rodni grad. Zatim je postavljen u upravnu službu suda Uşak Bidâyet (1913). Ovaj posao je šest godina kasnije napustio i jedno vrijeme radio kao odvjetnik u Konyi. Bio je član pokrajinskih i općinskih vijeća Konye. 
Bio je predsjednik Uprave za vjerske poslove Turske od 1951. do 1960. godine. Umirotvorio se 10. lipnja 1960. Preminuo je 8. listopada 1960. godine. Bio je oženjen i imao četvero djece.

## Vanjske poveznice
- Eyüp Sabri Hayırlıoğlu